# Aega acuminata
Aega acuminata är en kräftdjursart som beskrevs av Hansen 1897. Aega acuminata ingår i släktet Aega och familjen Aegidae. Inga underarter finns listade i Catalogue of Life.